# Jasmin Selberg
Jasmin Selberg (* 11. August 1999 in Tallinn) ist eine deutsche Schönheitskönigin und Gewinnerin des Titels Miss International 2022.

## Leben
Selberg kam mit ihren Eltern im Alter von 11 Monaten aus Estland nach Deutschland. Dort wurde ihre jüngere Schwester geboren. Beide wuchsen in Meinerzhagen auf. Selberg besuchte das Evangelische Gymnasium Meinerzhagen und legte 2018 das Abitur ab. Anschließend nahm sie ein Studium der  Geschichte und Philosophie an der Ruhr-Universität Bochum in Bochum auf. 
Über ihre Instagram-Seite kam Selberg in Kontakt mit der Berliner Agentur The Queens Camp, Veranstalter von Schönheitswettbewerben und Betreiber einer Schule für angehende Miss-Kandidatinnen. Als Ergebnis folgte 2021 die Berufung zur Miss Globe Germany sowie Jobs als Fotomodel und Kleindarstellerin in TV-Produktionen. Sie gewann weiter die nationalen Titel Miss Supranational Germany 2022 und Miss International Germany 2022.

## Internationale Miss-Auftritte
- 5. November 2021: Selberg vertrat Deutschland bei der Miss Globe 2021 im Opera Theatre in Tirana, Albanien. Sie erreichte unter 50 Kandidatinnen die Top 15 und gewann einen von zehn Special Awards, den der Miss Social Media.[2]

- 15. Juli 2022: Selberg vertrat Deutschland bei der Miss Supranational 2022 im Amphitheater Strzelecki Park in Nowy Sącz, Małopolska, Polen. Unter 70 Kandidatinnen kam sie nicht ins Halbfinale.
- 13. Dezember 2022: Selberg vertrat Deutschland bei der Miss International 2022 in der Tokyo Dome City Hall in Tokio, Japan. Sie ließ 66 Bewerberinnen hinter sich und gewann den Titel.[3][4]